# Sawranśke
Sawranśke (ukr. Савранське) – wieś na Ukrainie, w obwodzie odeskim, w rejonie podolskim, nad Sawranką. W 2001 roku liczyła 316 mieszkańców.